# Tengerparti sétány
A tengerparti sétány általában mesterséges, kiépített útvonal, amely tengerparti település, főleg üdülőhely, legforgalmasabb, idegenforgalmi szempontból leglátogatottabb részei közé tartozik, mind nappal, mind – az éjszakai szórakozóhelyeknek köszönhetően – éjszaka.

## Ismert tengerparti sétányok
- Palma de Mallorca
- Reggio Calabria - Lungomare Falcomatà

## Külső hivatkozások
- Paseo Marítimo